# Great Kingshill
Great Kingshill – osada w Anglii, w hrabstwie Buckinghamshire. Leży 16,8 km od miasta Aylesbury, 40 km od miasta Buckingham i 48,6 km od Londynu. W 2015 miejscowość liczyła 1776 mieszkańców.